# Dr. Dre Presents… The Aftermath
| Оценки критиков               | Оценки критиков |
| Источник                      | Оценка          |
| ----------------------------- | --------------- |
| Allmusic                      | [ 1 ]           |
| Entertainment Weekly          | B+              |
| Rap Pages                     | Смешанный       |
| The Rolling Stone Album Guide | [ 4 ]           |

Dr. Dre Presents… The Aftermath — сборник, выпущенный и спродюсированный американским рэпером и продюсером Dr. Dre при участии различных исполнителей. Альбом был выпущен 26 ноября 1996 года на собственном лейбле Dr. Dre — Aftermath Entertainment.

## Описание
14 ноября 1996 вышел первый сингл из альбома — «East Coast, West Coast, Killas» в исполнении группы Group Therapy состоящей из рэперов RBX, KRS-One, B-Real, Nas, а через неделю вышел и сам Dr. Dre Presents… The Aftermath. Через четыре месяца после выхода альбома вышел второй сингл «Been There, Done That», исполненный Dr. Dre. На оба сингла были сняты видеоклипы.
Это первый альбом Dr. Dre, вышедший после его ухода из лейбла Death Row Records, а также первый релиз на основанном им, после ухода, лейбле Aftermath Entertainment. Несмотря на то, что имя Dr. Dre входило в название альбома, он смог достичь только платинового статуса. Альбом получил смешанные отзывы от слушателей и не оказался среди самых успешных альбомов года.

## Список композиций
В скобках после названий указаны исполнители.
| №                   | Название                                                                         | Продюсер(ы)                                     | Длительность             |
| ------------------- | -------------------------------------------------------------------------------- | ----------------------------------------------- | ------------------------ |
| 1.                  | «Aftermath (Intro)» (RC, Sid McCoy)                                              | Dr. Dre, Mel-Man                                | 2:51                     |
| 2.                  | «East Coast, West Coast, Killas» (Group Therapy: B-Real, KRS-One, Nas, RBX)      | Dr. Dre, Stu-B-Doo, Stocks McGuire              | 4:54                     |
| 3.                  | «Shittin’ on the World» (D-Ruff, Hands-On, Mel-Man)                              | Dr. Dre, Mel-Man                                | 4:59                     |
| 4.                  | «Blunt Time» (RBX)                                                               | Dr. Dre, Stu-B-Doo                              | 4:23                     |
| 5.                  | «Been There, Done That» (Dr. Dre)                                                | Bud’da, Dr. Dre                                 | 5:10                     |
| 6.                  | «Choices» (Kim Summerson)                                                        | Ewart A. Wilson, Jr., Floyd Howard, Glen Mosley | 4:45                     |
| 7.                  | «As the World Keeps Turning» (Cassandra McCowan, Mike Lynn, Flossy P, Stu-B-Doo) | Flossy P, Chris Taylor                          | 4:44                     |
| 8.                  | «Got Me Open» (Hands-On при участии Dr. Dre)                                     | Bud’da                                          | 4:19                     |
| 9.                  | «Str-8 Gone» (King Tee)                                                          | Bud’da                                          | 4:33                     |
| 10.                 | «Please» (Maurice Wilcher, Nicole Johnson)                                       | Maurice Wilcher                                 | 4:22                     |
| 11.                 | «Do 4 Love» (Jheryl Lockhart)                                                    | Bud’da                                          | 3:23                     |
| 12.                 | «Sexy Dance» (Cassandra McCowan, Jheryl Lockhart, RC)                            | Bud’da, Dr. Dre                                 | 4:55                     |
| 13.                 | «No Second Chance» (Who’z Who)                                                   | Rodney Duke, Rose Griffin                       | 4:49                     |
| 14.                 | «L.A.W. (Lyrical Assault Weapon)» (Sharief)                                      | Stu-B-Doo                                       | 4:25                     |
| 15.                 | «Nationowl» (Nowl)                                                               | Bud’da                                          | 4:06                     |
| 16.                 | «Fame» (Jheryl Lockhart, King Tee, RC)                                           | Dr. Dre, Chris Taylor                           | 4:31                     |
| Общая длительность: | Общая длительность:                                                              | Общая длительность:                             | Общая длительность 71:12 |

## Список семплирующих композиций
- «East Coast, West Coast, Killas» — содержит семпл из «Ironside» Куинси Джонса
- «Shittin’ on the World» — содержит семпл из «I Love You For All Seasons» группы The Fuzz
- «Blunt Time» — содержит семпл из «Summer In The City» Куинси Джонса
- «Choices» — содержит семпл из «Look of Love» Айзека Хейза
- «Got Me Open» — содержит семпл из «Real Live Shit» дуэта Real Live
- «Do 4 Love» — содержит семпл из «Smiling Billy Suite Pt. 2» группы Heath Brothers
- «Fame» — содержит семпл из «Fame» Дэвида Боуи

## Позиции в чартах

### Альбом
| Чарт (1996)                 | Высшая позиция |
| --------------------------- | -------------- |
| Canadian RPM Albums Chart   | 69             |
| U.S. Billboard 200          | 6              |
| U.S. Top R&B/Hip-Hop Albums | 3              |

### Синглы
| Год  | Сингл                            | Позиция в чарте | Позиция в чарте | Позиция в чарте | Позиция в чарте |
| Год  | Сингл                            | Rhythmic Top 40 |                 |                 |                 |
| 1996 | «East Coast, West Coast, Killas» | —               |                 |                 |                 |
| 1997 | «Been There, Done That»          | 40              |                 |                 |                 |